# Iron Storm (gra komputerowa)
Iron Storm – komputerowa gra akcji wyprodukowana przez francuskie studio 4X Studios. Gra została wydana przez Wanadoo 22 października 2002 roku na platformę PC.
Akcja gry rozgrywa się w 1964 roku podczas niezakończonej pierwszej wojny światowej. Trwa wojna pomiędzy państwami Europy Zachodniej i Imperium Rosyjsko-Mongolskim rządzonym przez barona Romana Ungerna Sternberga.
6 czerwca 2002 roku została uruchomiona strona internetowa Iron Storm. Prace nad grą zostały zakończone 16 października. Gra została wydana przez Wanadoo 22 października na platformę PC.